# Gromačnik
Gromačnik is een plaats in de gemeente Sibinj in de Kroatische provincie Brod-Posavina. De plaats telt 610 inwoners (2001).

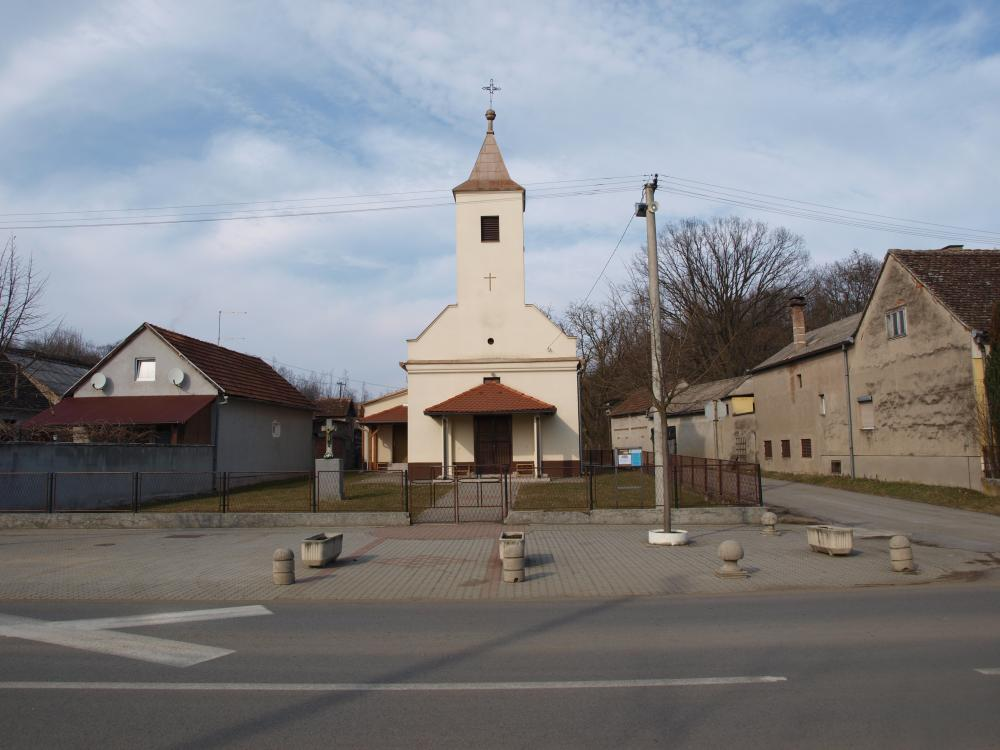
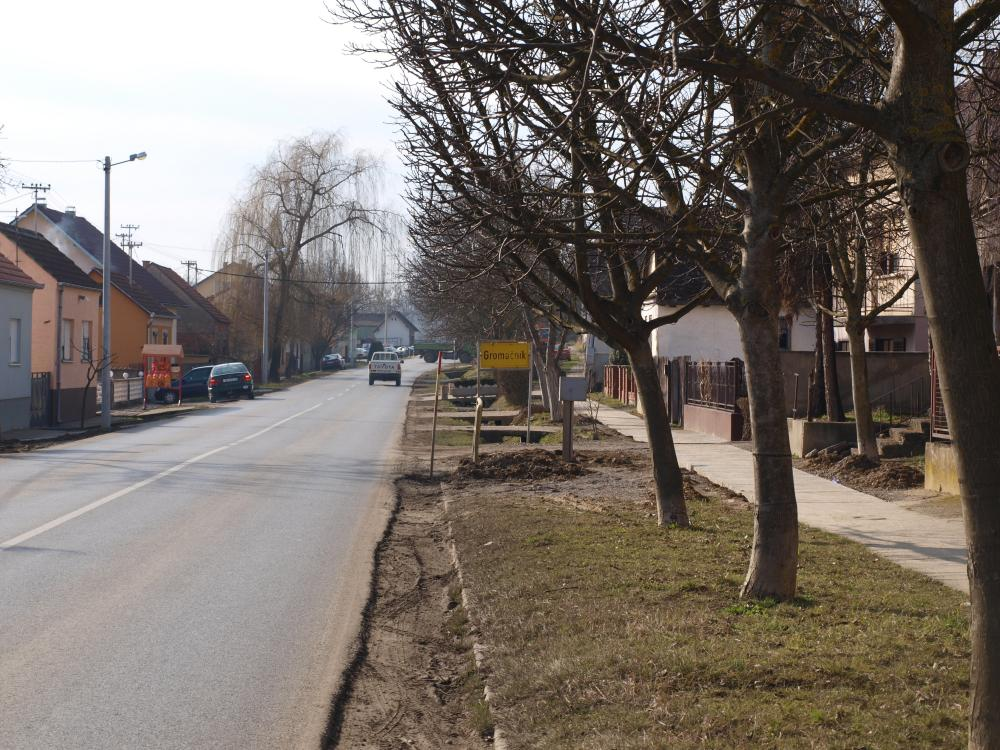